# Chris Marlowe
Christian F. "Chris" Marlowe, född 28 september 1951 i Los Angeles i Kalifornien, är en amerikansk före detta volleyboll- och basketspelare.
Marlowe blev olympisk guldmedaljör i volleyboll vid sommarspelen 1984 i Los Angeles.